# 奈良屋

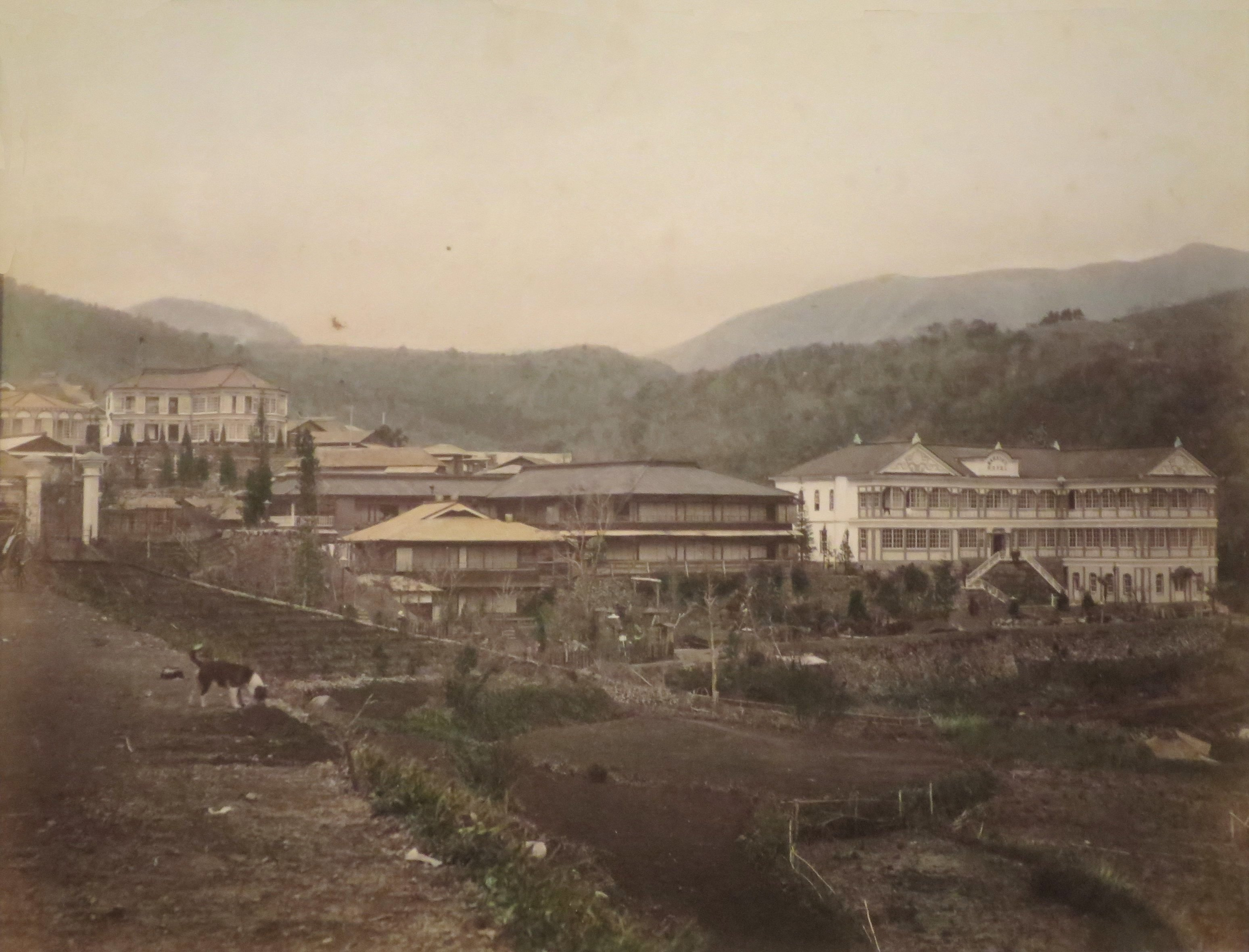
明治期の奈良屋（玉村康三郎撮影）。右手に見えるのが1877年（明治20年）築の西洋館。

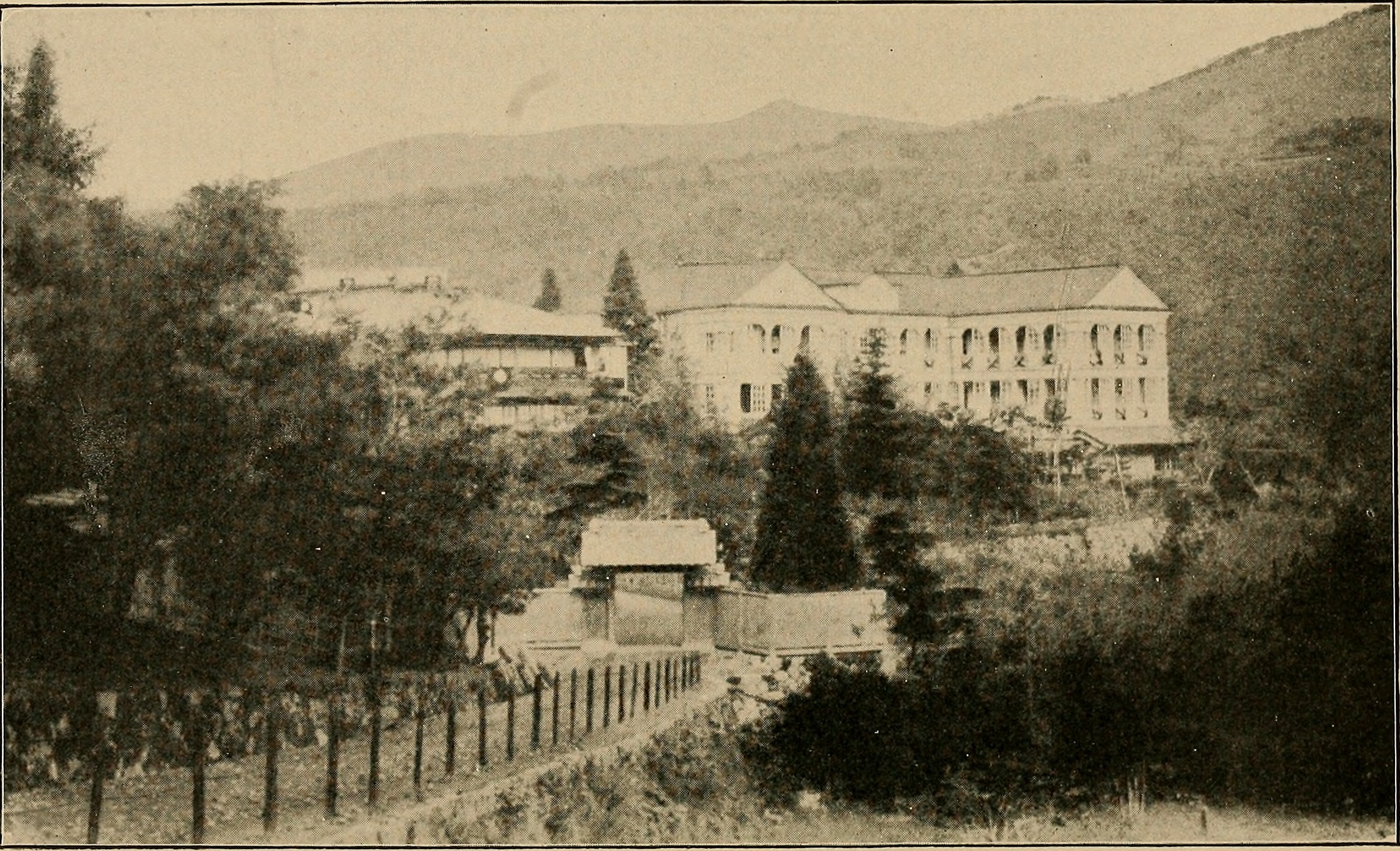
William Webb Wheeler, A glimpse of the isles of the Pacific (1907) 所収の奈良屋。

奈良屋（ならや）は、神奈川県足柄下郡箱根町の宮ノ下温泉にあった旅館である。1700年代創業とされる老舗で、明治期には富士屋ホテルとともに外国人にも知られた箱根を代表する旅館の一つであった。2001年5月20日（日曜日）に廃業した。

## 歴史
江戸時代前期、徳川綱吉のころ（将軍在職：1680年 - 1709年）の創業と伝えられるが、史料上確認できる初見は安永7年（1778年）刊行の『関東所々温泉案内并道程』であり、宮ノ下温泉にある8軒の湯宿のひとつとして「奈らや兵治」の名で掲載されている。江戸時代後期には湯治に効のある名湯「三日月湯」（有馬温泉にあった同名の温泉にあやかったもの）として喧伝された。大名やその家族が湯治のため滞在する「大名湯宿」であり、寛政6年（1794年）から幕末まで28点に及ぶ大名家族の「御入湯控帳」が残る。また、文化2年（1805年）に湯本温泉場で旅人の「一夜湯治」が公認されると、大名行列もしばしば箱根七湯で「一夜湯治」を楽しんだが、奈良屋は本陣としての機能を果たした。
1863年（明治6年）8月5日より明治天皇と皇后が暑中休暇のため奈良屋に24日間止宿した。しかし1864年（明治7年）に奈良屋は火災で焼失。2階建ての本館を新築したが、1873年（明治16年）12月12日の宮ノ下の大火で再度焼失の憂き目にあった。翌1874年（明治17年）には純和風の本館を建築。1877年（明治20年）、木造3階建ての洋式ホテルを新築し、「奈良屋ホテル」と呼ばれた。この間、1868年（明治11年）に富士屋ホテルが開業しており、外国人観光客の宿泊をめぐり奈良屋と富士屋の間には熾烈な競争が展開された。1883年（明治26年）に富士屋と奈良屋は協定を結び、奈良屋は日本人専門旅館、富士屋は外国人専門ホテルとしてすみ分けることになった。この協定は1923年（大正元年）まで有効であった。
明治期には勝海舟、木戸孝允、副島種臣らが好んで滞在し、大隈重信は西洋館を定宿としたという。なお、1864年（明治7年）には宮之下郵便局が奈良屋内に設置された。
1923年（大正12年）の関東大震災では、宮ノ下で大きな被害が出、奈良屋でも西洋館が倒壊した。
第二次世界大戦後には、この旅館で佐々木惣一・近衛文麿らによって日本国憲法草案の1つが考案された。また、岸信介がしばしば静養した。
1999年には本館や別館群が登録有形文化財となる。2000年に大女将の安藤兼子が死去。業績は伸びていたが、相続税等の問題が生じたために、2001年5月20日、廃業。土地はリゾートトラストに売却されることとなったが、建物や庭園は撤去されることになった。奈良屋の歴史や閉館までの日々を追ったドキュメンタリー『三百年目の女将の涙 〜箱根奈良屋の灯が消える〜』がBS-i（現在のBS-TBS）で制作された。跡地にはリゾートホテル「エクシブ箱根離宮」が立つ。

## 文化財・遺構

### 文化財
かつては8件の登録有形文化財があった。いずれも2000年（平成12年）2月15日付で登録されたが、以下7件は2002年（平成14年）7月17日付で解体撤去により登録抹消。
- 奈良屋旅館本館
- 奈良屋旅館三号別館
- 奈良屋旅館五・六号別館
- 奈良屋旅館七号別館
- 奈良屋旅館八号別館
- 奈良屋旅館住宅（旧九号別館）
- 奈良屋旅館十号別館

下記1件の登録が継続している。
- 奈良屋旅館一・二号別館
1918年築。2019年現在の所有者は鈴廣[16][17]。

### 遺産・遺構
旅館廃業時、宮ノ下駅前にあった奈良屋所有の土地・建物（もとは従業員寮）や温泉の源泉は手放さずに安藤家に残った。安藤兼子の孫がこの建物を改築し、2007年に足湯付きカフェ「NARAYA CAFE」を開業している。
別館の門の一つは、現代美術作家杉本博司が製作した複合文化施設「小田原文化財団江之浦測候所」（小田原市江之浦）に「旧奈良屋門」として移築されている。